# دریای عشق
دریای عشق (به انگلیسی: Sea of Love) فیلمی هیجان انگیز محصول سال ۱۹۸۹ آمریکا، به کارگردانی هارولد بکر است. در این فیلم بازیگری همچون آل پاچینو ایفای نقش کرده‌است.